# Liste der Monuments historiques in Baud (Morbihan)
Die Liste der Monuments historiques in Baud (Morbihan) führt die Monuments historiques in der französischen Gemeinde Baud auf.

## Liste der Bauwerke
| Bezeichnung                     | Beschreibung | Standort                        | Kennzeichnung | Schutzstatus | Datum | Bild |
| ------------------------------- | ------------ | ------------------------------- | ------------- | ------------ | ----- | ---- |
| Allée couverte du Prieuré       |              | Forêt du Jour Le Prieuré (Lage) | PA00091015    | Classé       | 1971  |      |
| Chapelle de la Clarté (Kapelle) |              | Place Le-Sciellour (Lage)       | PA00091016    | Inscrit      | 1925  |      |
| Doppelkreuz von Boullet         |              | Route de Bubry (Lage)           | PA00091017    | Inscrit      | 1937  |      |
| Kreuz von Kermarech             |              | (Lage)                          | PA00091018    | Inscrit      | 1934  |      |
| Kreuz                           |              | Ténuel (Lage)                   | PA00091019    | Inscrit      | 1933  |      |
| Fontaine de la Clarté           |              | Rue des Fontaines (Lage)        | PA00091020    | Inscrit      | 1925  |      |
| Vénus de Quinipily              |              | (Lage)                          | PA00091021    | Classé       | 1943  |      |

## Liste der Objekte
- Monuments historiques (Objekte) in Baud (Morbihan) in der Base Palissy des französischen Kultusministeriums